# AZS Politechnika Warszawska (koszykówka)
AZS Politechniki Warszawskiej SA – polska męska drużyna koszykarska dwusekcyjnego klubu z siedzibą w Warszawie. Sekcja koszykarska została założona w 1918 roku. W 2011 roku z KU AZS Politechnika Warszawska wydzielono profesjonalny zespół koszykówki, który włączono jako druga sekcja do AZS Politechniki Warszawskiej SA.
Od sezonu 2010/2011 drużyna gra pod tradycyjną nazwą AZS Politechnika Warszawska.
W ostatnich sezonach trzon zespołu stanowili zawodnicy wypożyczeni z Polonii 2011 Warszawa, co było efektem współpracy obu klubów.

## Sukcesy
- Mistrzostwo I ligi w sezonie 2010/2011

## Zarząd klubu
- Prezes zarządu: Jolanta Dolecka

## Skład
| AZS Politechnika Warszawska |           |                       |                  |           |
| Poz                         | Nr        | Imię i nazwisko       | Data urodzenia   | Paszport  |
| PF                          | 4         | Patryk Pełka          | 7 czerwca 1989   | Polska    |
| PF                          | 5         | Michał Nowakowski     | 11 czerwca 1988  | Polska    |
| PF                          | 9         | Marek Popiołek        | 19 lipca 1989    | Polska    |
| PF                          | 11        | Łukasz Wilczek        | 11 maja 1986     | Polska    |
| SF                          | 12        | Jarosław Mokros       | 21 stycznia 1990 | Polska    |
| C                           | 13        | Marcin Kolowca        | 7 czerwca 1987   | Polska    |
| Trener:                     | Trener:   | Mladen Starcević      |                  | Chorwacja |
| Asystent:                   | Asystent: | Arkadiusz Miłoszewski |                  | Polska    |